# Campanula nisyria
Campanula nisyria är en klockväxtart som beskrevs av Papatsou och Demetrius Phitos. Campanula nisyria ingår i släktet blåklockor, och familjen klockväxter. Inga underarter finns listade i Catalogue of Life.